# Otiorhynchus atroapterus
Otiorhynchus atroapterus es una especie de gorgojo del género Otiorhynchus, familia Curculionidae. Fue descrita científicamente por Charles de Géer en 1775.
Esta especie es nativa de Europa.